# Suré
Suré é uma comuna francesa na região administrativa da Normandia, no departamento Orne. Estende-se por uma área de 17,2 km². Em 2010 a comuna tinha 283 habitantes (densidade: 16,3 hab./km²).